# Ponte Metálica (Minas Gerais)
A Ponte Metálica é uma ponte situada entre os municípios de Santana do Paraíso e Caratinga, no estado de Minas Gerais, Brasil. Com 320 metros de extensão e vãos que atingem os 80 metros, trata-se de um trecho da BR-458 que cruza o rio Doce. A estrutura é formada por uma plataforma de aço coberta por concreto e asfalto que é sustentada por quatro pilares.

## História

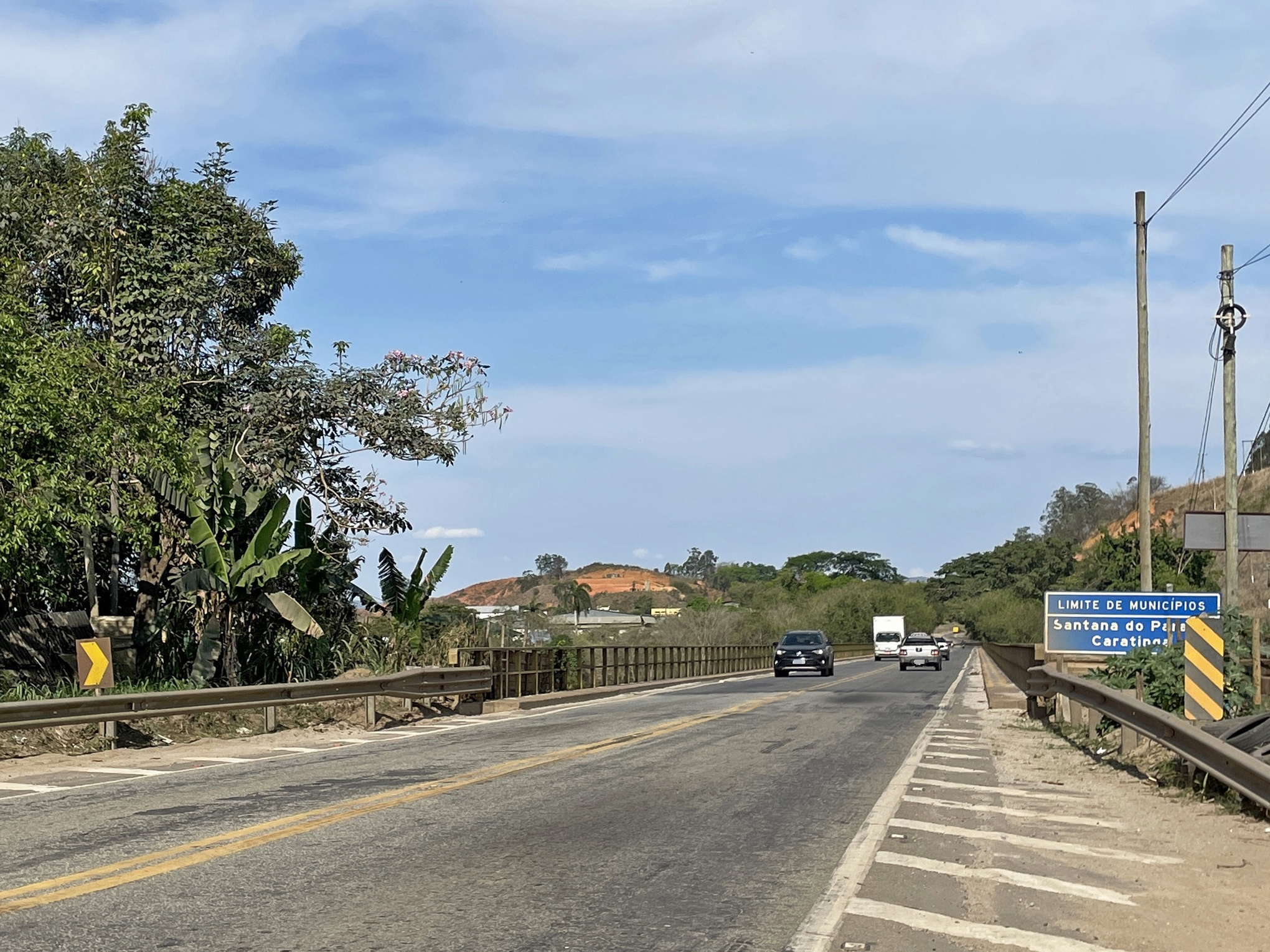
Cabeceira da Ponte Metálica vista de Santana do Paraíso

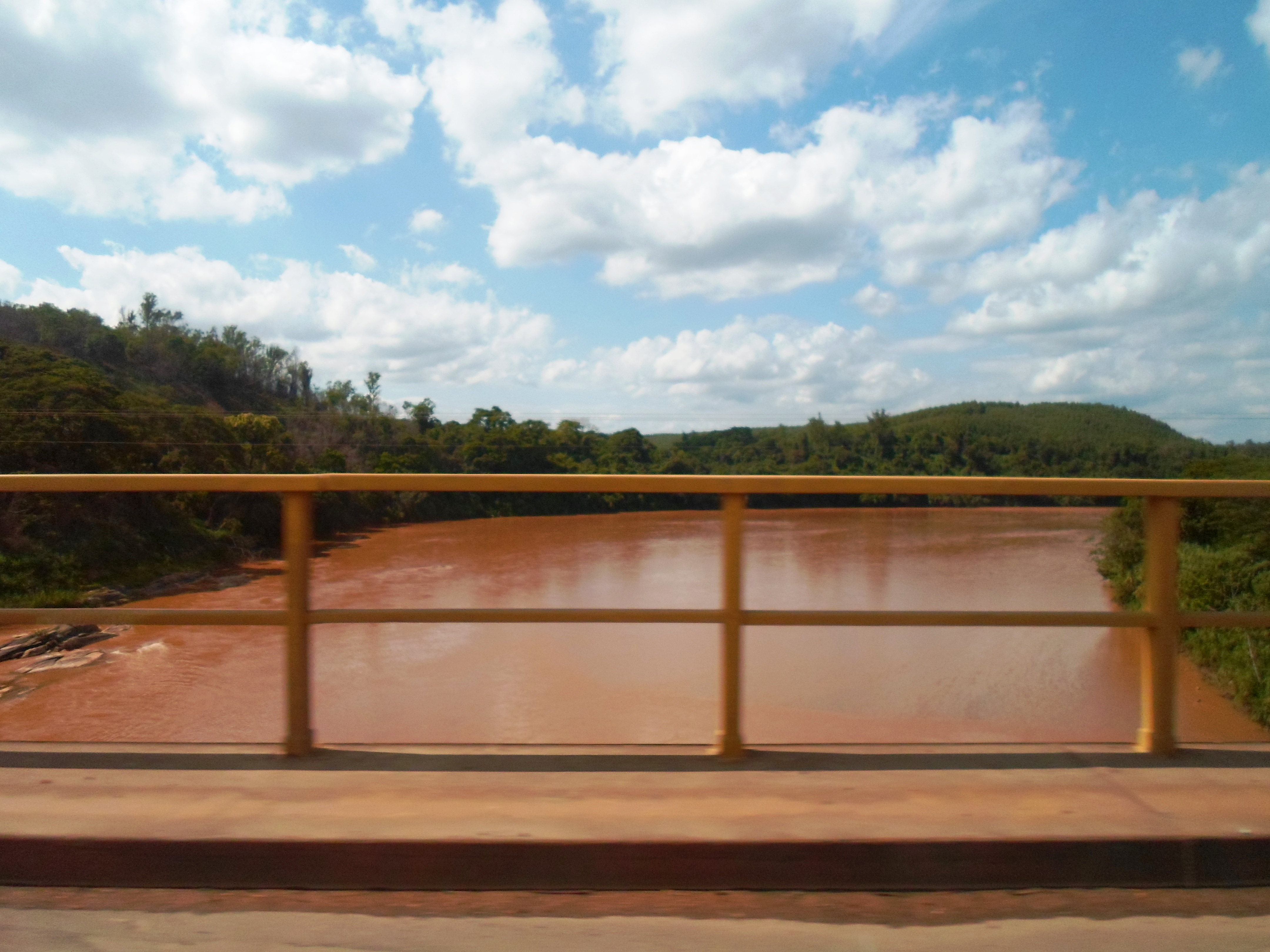
Rio Doce visto da Ponte Metálica

Anteriormente à construção da Ponte Metálica, a travessia do rio Doce nessa área era feita por balsas ou por uma ponte de madeira construída por João Patrício Araújo, funcionário da Belgo-Mineira, na década de 1930. A madeira empregada nas balsas e na ponte era retirada das matas vizinhas. No local também havia um pequeno porto, o chamado Porto Concessão, onde funcionava uma oficina mecânica da Belgo-Mineira e casas de funcionários.
A atual ponte foi construída pela Usiminas com uma estrutura totalmente soldada, utilizando aço de baixa liga e resistente à corrosão. O aço empregado foi produzido pela própria empresa, localizada na mesma região do Vale do Aço. A técnica adotada foi desenvolvida na Alemanha, sendo tida na ocasião de sua concepção como a primeira do gênero no Brasil, a maior da América do Sul e a segunda do mundo. A obra durou cerca de um ano e tinha a intenção de atender à demanda do tráfego gerado pelo crescimento econômico e populacional do Vale do Aço, em função da instalação das grandes indústrias siderúrgicas.
Foi inaugurada sob a presença do então presidente Emílio Garrastazu Médici em 26 de outubro de 1970, data que reverencia o aniversário de oito anos da Usiminas. Essa foi a primeira visita do presidente a Minas Gerais após tomar posse. Milhares de pessoas compareceram ao local, onde também estavam o ministro dos transportes Mário Andreazza, o governador do estado Israel Pinheiro e o presidente do Departamento Nacional de Estradas de Rodagem (DNER) Eliseu Resende. Ao ser liberada consolidou a pavimentação da BR-458, que passou a ser a principal ligação entre o Vale do Aço e a BR-116. O fluxo esperado para o primeiro ano de funcionamento era de 200 mil toneladas de aço, 90 mil toneladas de gesso, 25 mil toneladas de minerais diversos, 100 mil toneladas de madeira e 30 mil toneladas de milho.
Com o passar do tempo a estrutura metálica sofreu desgaste natural. Em 19 de maio de 2008 a ponte foi chegou a ser interditada para caminhões com cargas pesadas, levando caminhoneiros a fazerem desvios de até 210 km. Havia danos nos pilares e nos roletes de apoio da estrutura, além de falta de manutenção por parte dos governos federal, estadual e municipal, ausência de sinalização, ondulações na pista, buracos e proteção de pedestres parcialmente destruída. No entanto, intervenções emergenciais executadas pela Usiminas Mecânica restabeleceram a liberação total.